# Alcolea

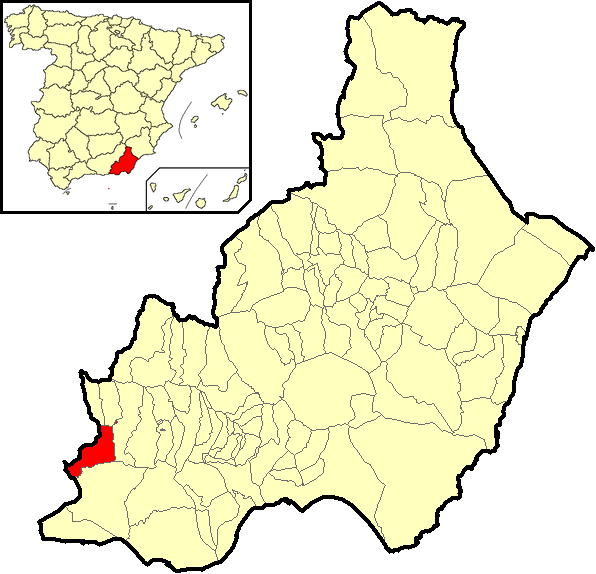

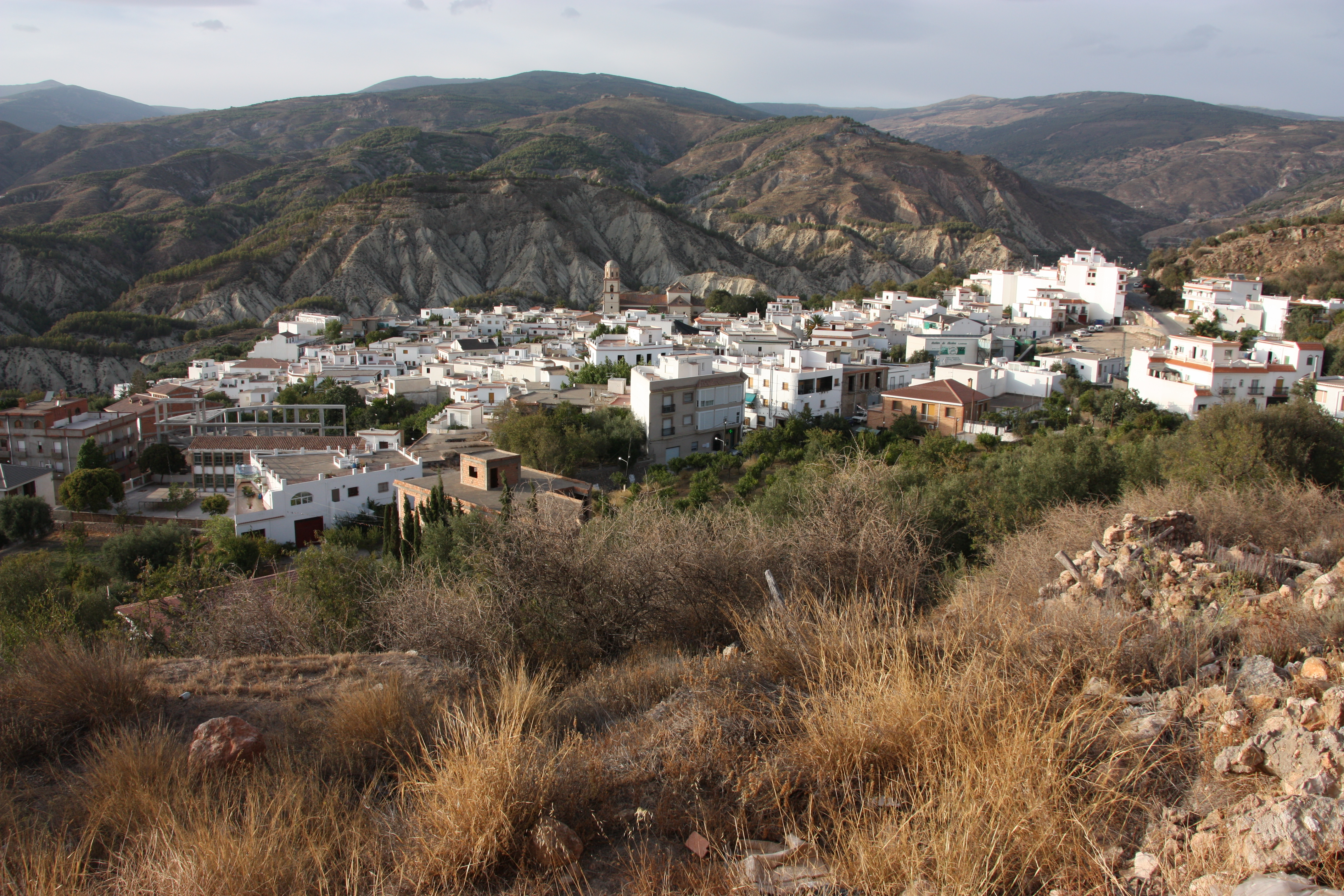
Alcolea, Almería

Alcolea este  municipalitate din provincia Almería, Andaluzia, Spania cu o populație de 923 locuitori.